# Bonaparte ante la Esfinge
Bonaparte ante la Esfinge (en francés, Bonaparte devant le Sphinx) es una pintura de 1886 del artista francés Jean-Léon Gérôme. También se le conoce como Edipo (Œdipe). Representa a Napoleón Bonaparte durante su campaña en Egipto, parado a caballo frente a la Gran Esfinge de Guiza, con su ejército al fondo avanzando en el desierto.
El cuadro fue presentado en el Salón de 1886 bajo el título Œdipe, evocando el mito de Edipo y la Esfinge.  La exitosa obra popularizó a Napoleón frente a la Esfinge como tema de arte y caricatura.  Está ubicado en el Castillo Hearst en California. 

## Edipo y la Esfinge

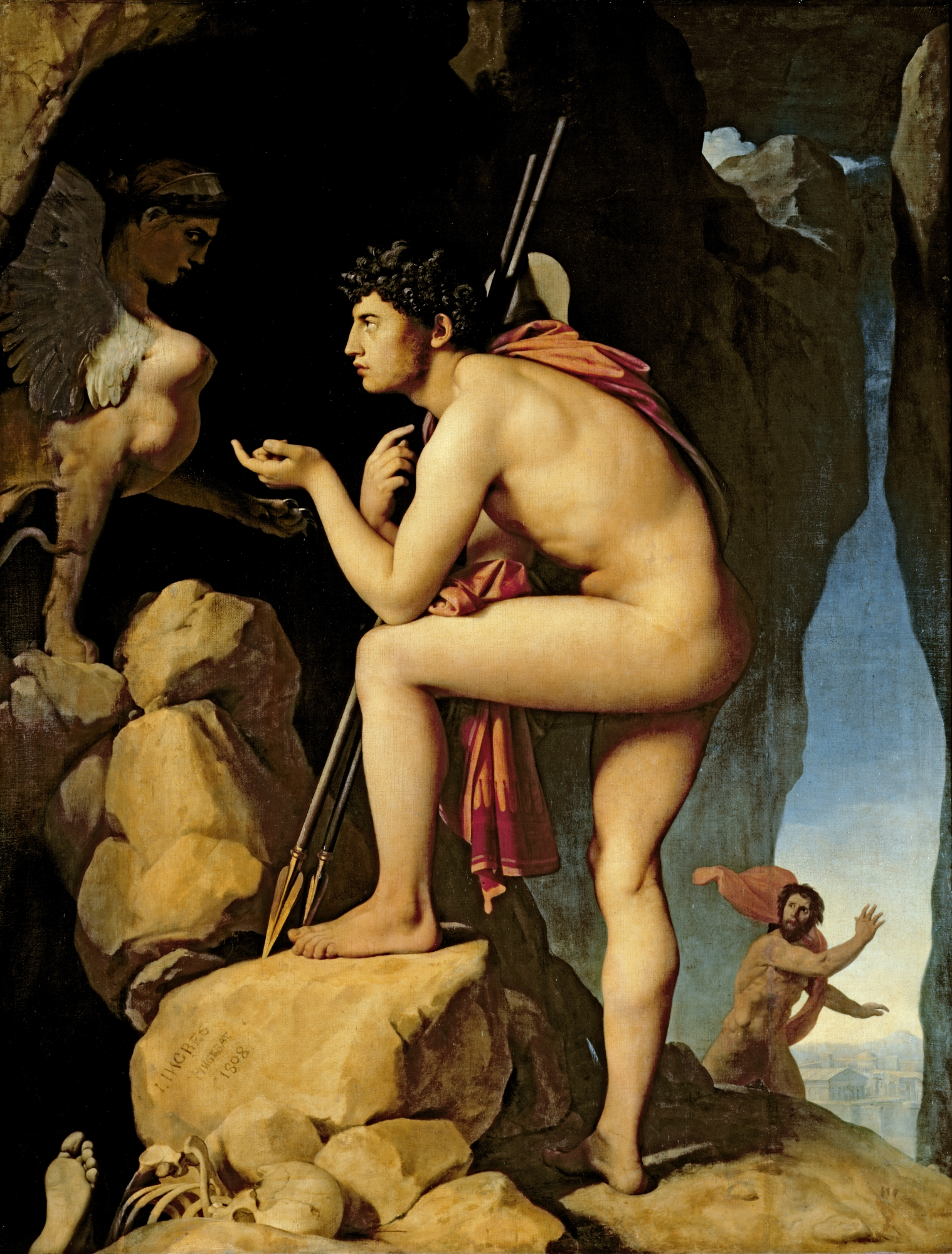
Ingres, Edipo y la Esfinge, 1808, Museo del Louvre.

Al titular su obra Edipo, Gérôme comparó con este al general corso e hizo referencia tanto al mito antiguo como a su representación por artistas anteriores. Aunque desde el fin de la antigüedad fue un tema poco tratado hasta el ejemplar de Ingres, en el siglo XIX el mito de Edipo y la Esfinge de Tebas llegó a fascinar a muchos artistas, especialmente a simbolistas como Gustave Moreau.

## Recepción

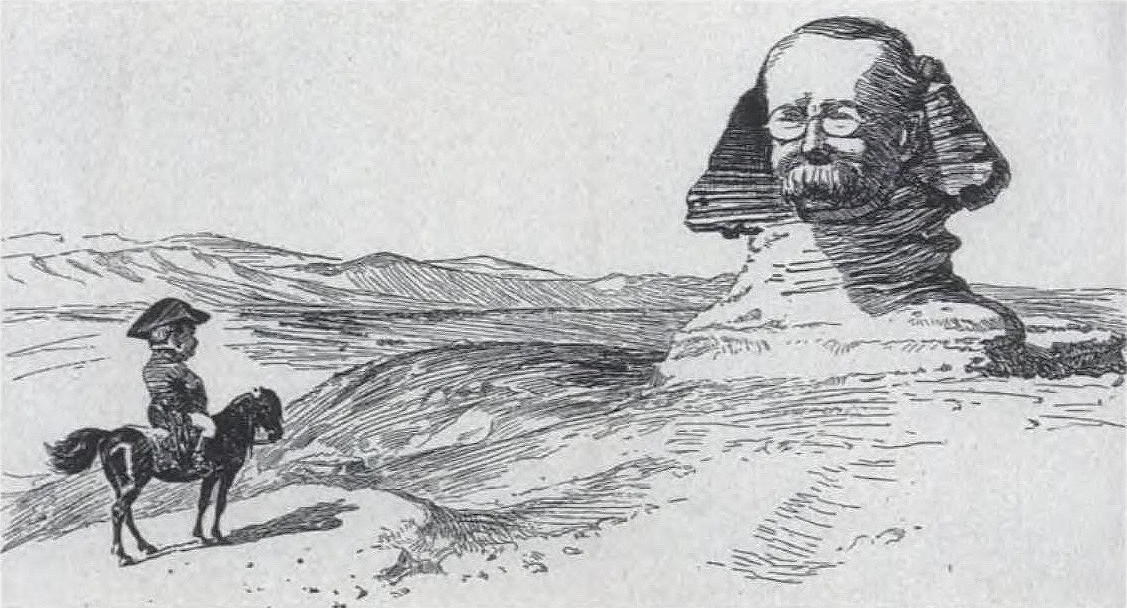
La fama de la imagen de Gérôme queda demostrada por esta caricatura de la revista Life del 27 de febrero de 1908, que la recrea con el presidente Theodore Roosevelt como la Esfinge.

Al reseñar el Salón de París de 1886, The New York Times escribió que Bonaparte ante la Esfinge fue uno de los mejores ejemplos de las piezas históricas de Gérôme.
"El joven corso, sentado sobre su caballo, contempla meditabundo la enorme y enigmática cara de piedra, ese extraño monumento de ambiciones titánicas, de soberanos olvidados, de una raza desaparecida. ... El maestro ha evitado todos los detalles que distraigan; incluso los que he mencionado se sienten más que se observan, ni siquiera se muestran las pirámides – sólo el cielo sin nubes, la arena suave, de cuyos montículos se alza el rostro gigantesco y el hombre solitario y en comunión consigo mismo". 
 La pintura sería adquirida por un multimillonario estadounidense, él mismo una leyenda: "Edipo ... pone imaginativamente a Napoleón en un diálogo silencioso con la Esfinge, el joven del destino confrontado por la mirada enigmática de un monumento de miles de años de antigüedad; Curiosamente, esta pintura y su pendant, Bonaparte en El Cairo, fueron comprados por William Randolph Hearst en 1898". 

## Las imágenes de Gérôme de Napoleón en Egipto
En la década de 1860, Gérôme pintó varios cuadros que mostraban a Napoleón durante la campaña egipcia de 1798-9. Regresó a este tema en la década de 1880, y con la escultura Napoleón entrando en El Cairo, expuesta en el Salón de París de 1897.

Gérôme estaba en una posición única para representar esta fase particular de la carrera de Napoleón. Ya era famoso por sus temas y paisajes de género egipcio, derivados de extensos viajes por la región desde mediados de la década de 1850 en adelante.
"Los temas napoleónicos de Gérôme evocan la noción de destino; En cada una de las pinturas, Napoleón se muestra sumido en sus pensamientos, un sorprendente contraste con las pinturas de temas militares convencionales que representan incidentes específicos en una campaña o heroísmo en el fragor de la batalla. En Napoleón en Egipto (1863), el joven general se muestra solo, apartado de su mozo de cuadra, sumido en una profunda contemplación". 
Napoleón y su Estado Mayor en Egipto (c. 1867) retrata las condiciones extremas que enfrentaron Napoleón y su ejército durante su corta y desafortunada campaña en Egipto. El amigo de Gérôme, Frédéric Masson, que había viajado con él a Egipto y que se convirtió en un respetado biógrafo de Napoleón, describió esta pintura, señalando
"el cálido soplo del viento... el calor y la arena ardiente que ciega a los oficiales de su estado mayor... la niebla dorada levantada por el jamsin... la espantosa lasitud que se apodera de los hombres mejor entrenados, salvo aquellos que han obligado al cuerpo a ser dócil esclavo de la mente. …[Napoleón] duda entre las dos mitades del mundo que tiene en sus manos; reflexiona sobre el destino de Alejandro, de César... Inconsciente del sufrimiento, ¡su sueño abraza el universo!" 
Bonaparte en El Cairo, descrito como pendant de Bonaparte ante la Esfinge, probablemente fue pintado al mismo tiempo; Las pinturas son del mismo tamaño y se vendieron juntas a Hearst. Vistas una al lado de la otra, ofrecen un estudio de contrastes, mientras Bonaparte contempla la misteriosa Esfinge en la soledad desértica y la bulliciosa ciudad conquistada de El Cairo.
Existe, sin embargo, un detalle erróneo: cuando Napoleón vio la Esfinge de Guiza, solo asomaban la cabeza y cuello, ya que los hombros y cuerpo aun no habían sido desenterrados de la arena.
Un plano de la película de Ridley Scott de 2023 Napoleón, recrea este famoso cuadro de Gérôme. 

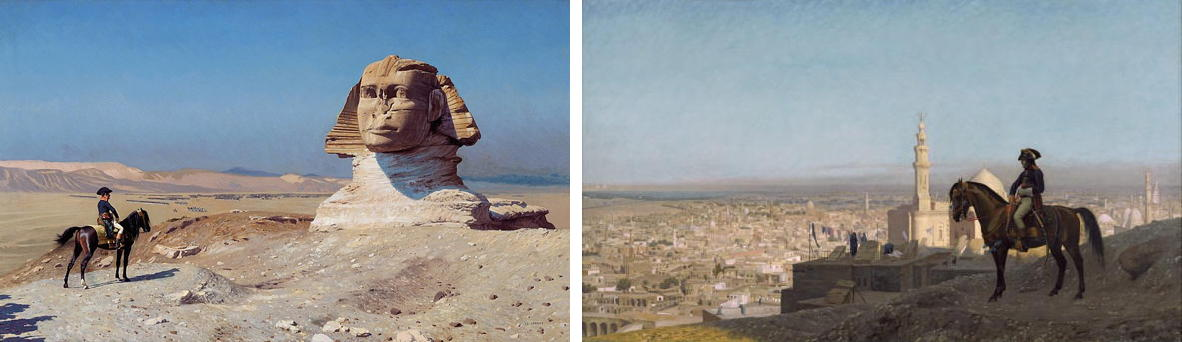
Pinturas parejas de Napoleón en Egipto en el Castillo Hearst: Bonaparte ante la Esfinge y Bonaparte en El Cairo.

La escultura de 1897 del joven Bonaparte entrando en El Cairo en 1798 fue la primera de una serie de figuras ecuestres históricas que Gérôme produjo a finales de la década de 1890, entre ellas Washington, Federico el Grande, César y Tamerlán.  Del estatuto de Napoleón, un crítico contemporáneo del Salón, el escultor René de Saint-Marceaux, escribió que nunca antes Gérôme había "mostrado tan brillantemente, como escultor, sus habituales cualidades de gusto hábil y refinado". La versión original del Salón fue comprada por el Estado francés para el Luxemburgo y, algo inusual para una obra única comprada, fue reproducida posteriormente en tres tamaños por Siot-Decauville. La fundición ejecutó algunas de estas reproducciones en policromía pintada en frío. 

## Galería

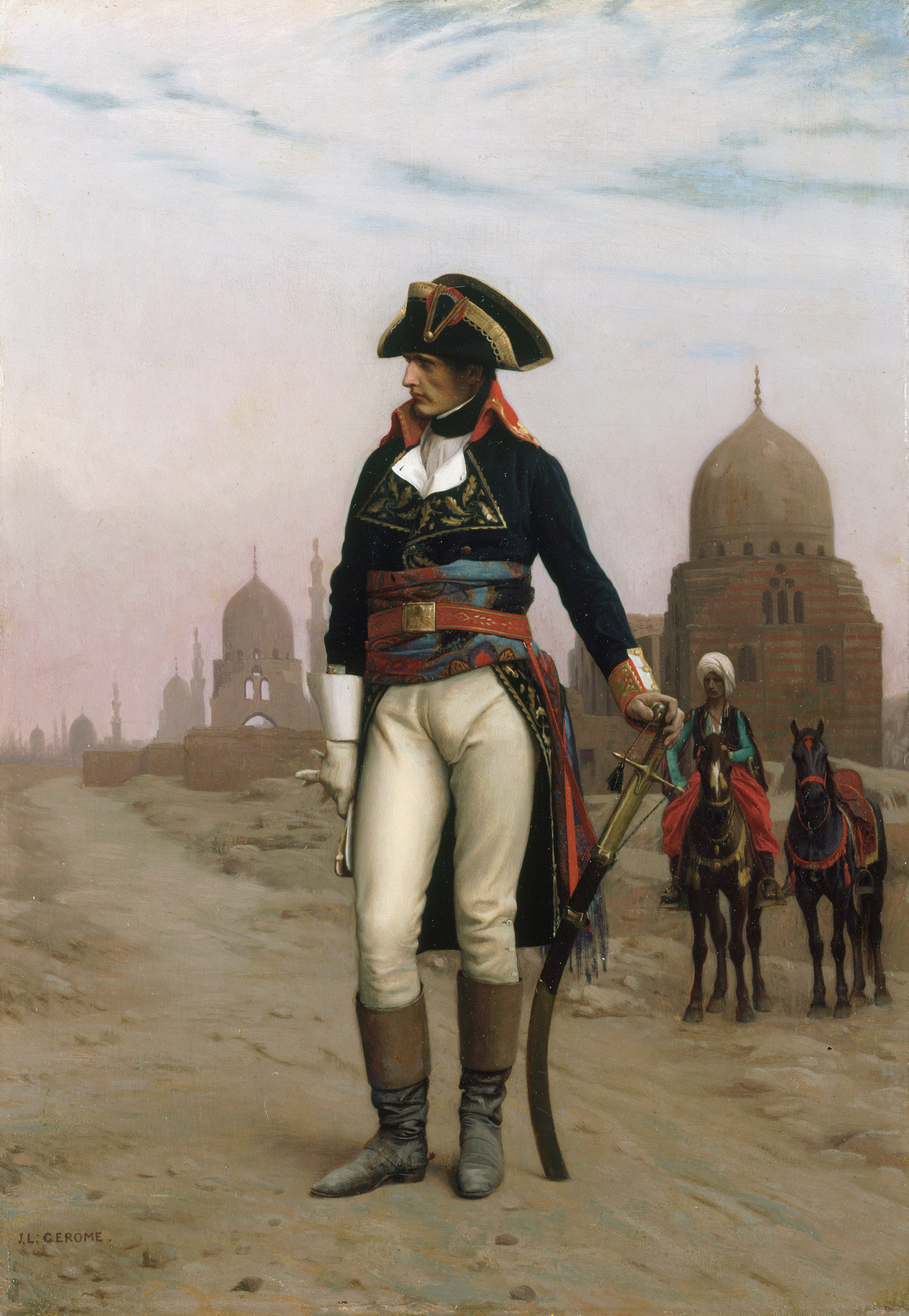
Napoleón en Egipto, C. 1863,Museo de Arte de la Universidad de Princeton.
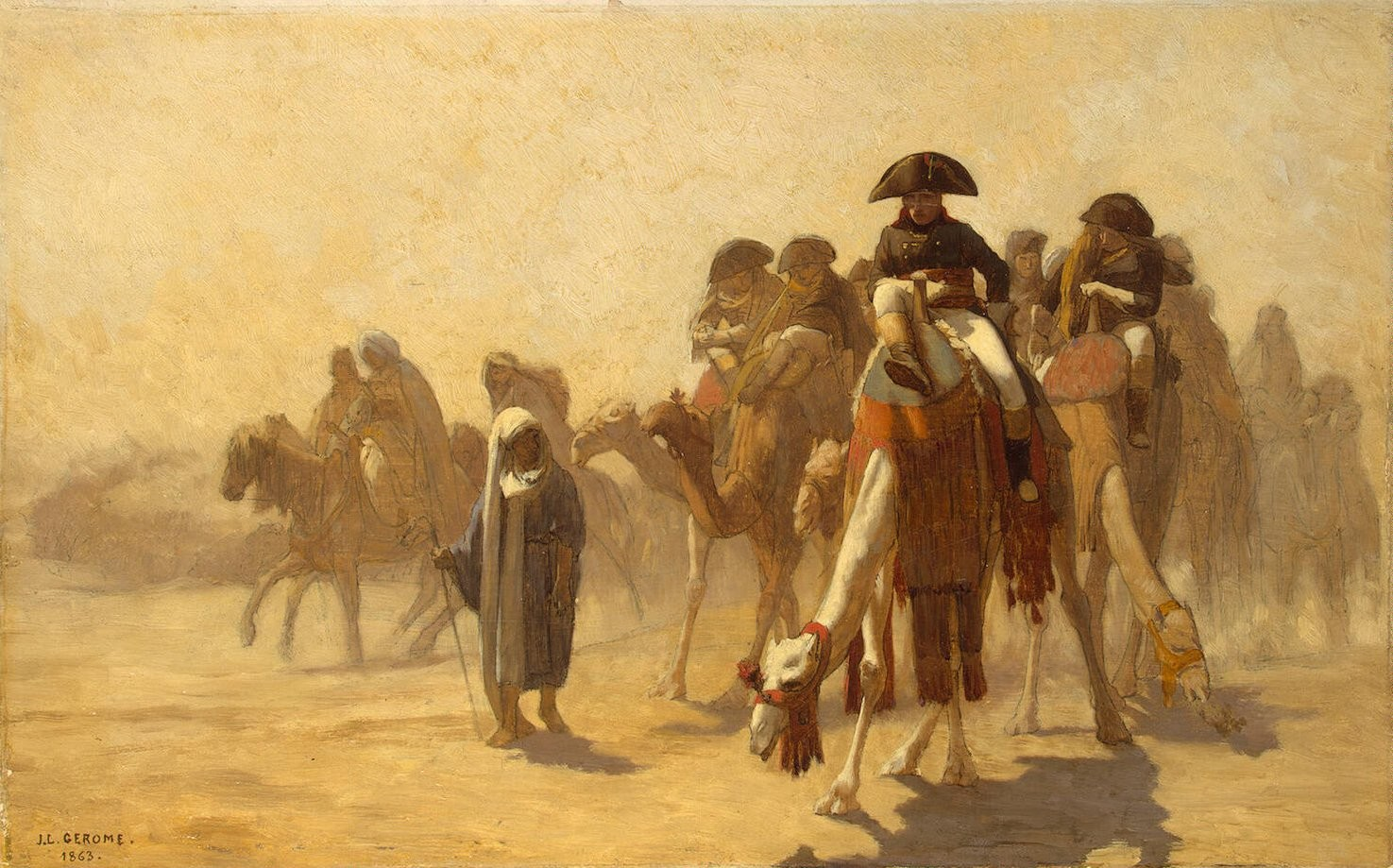
Napoleón y su Estado Mayor en Egipto (boceto al óleo), 1863,Museo del Hermitage.
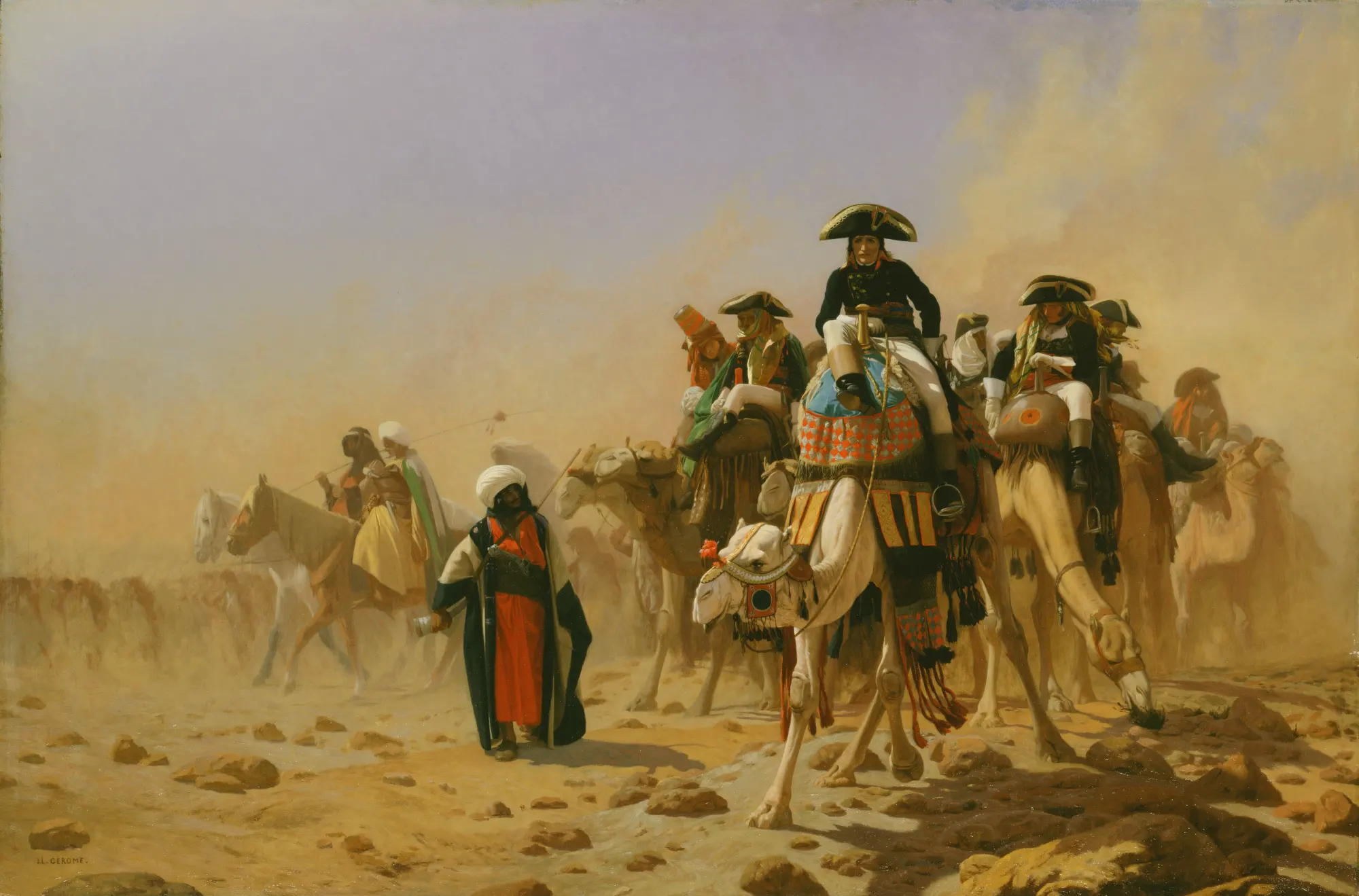
Napoleón y su Estado Mayor en Egipto, C. 1867, colección privada.
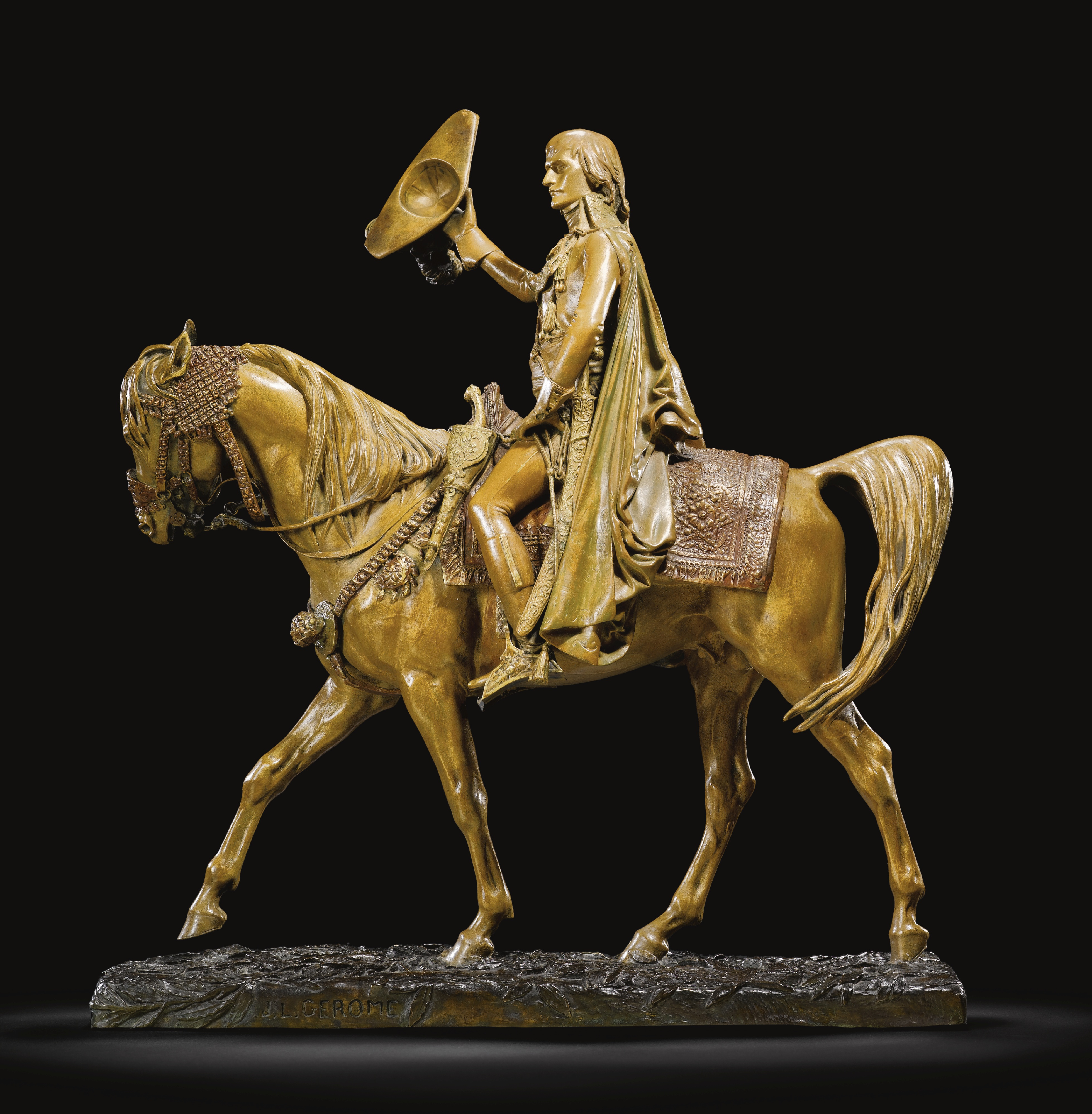
Napoleón entrando en El Cairo, bronce, posterior a 1897.